# Krisztián Tóth
Krisztián Tóth (ur. 1 maja 1994 w Darmstadt) – węgierski judoka, medalista olimpijski z Tokio, uczestnik igrzysk olimpijskich w Rio de Janeiro i Paryżu.

## Życiorys

### Mistrzostwa
W 2009 roku został srebrnym medalistą na mistrzostwach świata kadetów. W następnym roku zdobył brązowy medal na mistrzostwach Europy juniorów oraz na igrzyskach olimpijskich młodzieży i mistrzostwach świata juniorów. Na mistrzostwach Europy U23 w 2011 roku stanął na najwyższym stopniu podium.
W 2013 na mistrzostwach Europy ukończył zmagania na piątym miejscu. W 2014 roku był trzeci na mistrzostwach Europy, zaś drugi na mistrzostwach świata. W 2016 roku został srebrnym medalistą mistrzostw Europy.

### Igrzyska olimpijskie
W 2016 roku wziął udział w zawodach olimpijskich w judo w kategorii do 90 kg. W 1/16 pokonał Kenijczyka Kiplangata Sanga, zaś w 1/8 przegrał z Chińczykiem Cheng Xunzhao. W 2021 roku wystartował na Letnich Igrzyskach Olimpijskich 2020 w Tokio, gdzie w rywalizacji mężczyzn do 90 kilogramów zdobył brązowy medal, przegrywając jedynie z Eduardem Trippelem w ćwierćfinale. W 2024 roku po raz trzeci wystartował na Letnich Igrzyskach Olimpijskich, gdzie w rywalizacji judoków do 90 kilogramów odpadł w pierwszej rundzie z Alexem Crețem.